# Hruštín
Hruštín (Hongaars: Hrustin) is een Slowaakse gemeente in de regio Žilina, en maakt deel uit van het district Námestovo.
Hruštín telt 3.227 inwoners.